# Yun Yat
Yun Yat (* 1937 oder 1934 in Siem Reap oder Phnom Penh[a], Kambodscha; † 15. Juni 1997 in Anlong Veng, Kambodscha), auch bekannt als At, war eine kambodschanische Politikerin. Sie war stellvertretende Bildungs- und Jugendministerin sowie Informationsministerin des Demokratischen Kampuchea der Roten Khmer. Sie war die Ehefrau von Son Sen, dem Verteidigungsminister des Regimes. Beide wurden 1997 samt ihren Familien auf Befehl von Pol Pot hingerichtet.

## Leben
Als Lehrerin am Nationalen Pädagogischen Institut von Phnom Penh begegnete sie Son Sen; die beiden heirateten an einem unbekannten Datum. 1965, ein Jahr nachdem er sich in den Dschungel begeben hatte, schloss sie sich ihm in der Provinz Kampong Cham an. Ab 1969 kümmerte sie sich mit Hilfe von China um die medizinische Versorgung der Truppen um Pol Pot im Dschungel.
Am 9. Oktober 1975 übertrug ihr das Ständige Komitee der Kommunistischen Partei Kampucheas als Nachfolgerin im Amt der stellvertretenden Ministerin für Bildung und Jugend Ieng Thirith die Verantwortung für Bildung und Kultur innerhalb und außerhalb des Landes. Dabei wurde sie beauftragt, die Religionen des Landes zu eliminieren. Nach der Festnahme und Hinrichtung von Hu Nim 1977 wurde sie zudem Informationsministerin. In dieser Position war sie verantwortlich für das Radio des Demokratischen Kampuchea, eine Aufgabe, die sie in den 1980er Jahren beibehielt, als die Programme aus Peking gesendet wurden.
1979, nach der Einnahme der Hauptstadt Phnom Penh durch die vietnamesischen Invasionstruppen, flüchtete sie mit ihrem Mann in ein Gebiet nahe der thailändischen Grenze, wo sie den Rest ihres Lebens verbrachte.
Am 15. Juni 1997 wurde sie zusammen mit Son Sen auf Befehl von Pol Pot ermordet. Der frühere Führer der Roten Khmer glaubte, dass Son Sen seine Übergabe an die Regierung in Phnom Penh ausgehandelt hatte, und befahl deshalb, ihn und seine gesamte Familie zu ermorden. Die 13 Mitglieder des Clans, darunter Frauen und Kinder, wurden hingerichtet, und ihre Leichen danach von Lastwagen überfahren.